# Флавії
Династія Флавіїв (лат. Flavii), іноді іменована також Першою династією Флавіїв — династія римських імператорів, яка правила у 69 — 96 рр.
Засновник — Веспасіан (69-79) — прийшов до влади після Громадянської війни (68 — 69). Після нього правили два його сини: старший Тит (79-81) і молодший Доміціан (81-96). Останній був убитий в результаті змови. Влада перейшла до династії Антонінів.
При Флавіях багато представників провінційної знаті були введені в сенат і стан Вершників. Ширше, ніж їх попередники Юлії - Клавдії, Флавії поширювали на провінціалів права римського і латинського громадянства, що сприяло розширенню соціальної бази імператорської влади. Проведена Флавіями політика відображала інтереси провінційної знаті, викликаючи в ряді випадків невдоволення сенату.

## Перша династія Флавіїв
Династія Флавіїв (лат. Flavii), яка правила у 69 — 96 рр іменована часто також Першою династією. Засновником цієї династії є Веспасіан, який був визнаний сенатом і всіма легіонами та правив у (69 – 79 р. н. е.). За перші роки свого правління у зв’язку з повстаннями у Римській імперії, продовжував боротьбу проти Юдеї, Нижньої Германії і Північної Галії де повстання придушувались дуже грізно, часто з великою розрухою у містах. Подолавши повстання і встановивши спокій у державі, Веспасіан встановлює дружні відносини з римським сенатом, який, в свою чергу, видає спеціальні настанови про права, які були представленні Веспасіану як верховному правителю. Згідно з цією настановою Веспасіан отримує не тільки ті права, які мали його попередники( Август, Тіберій, Клавдій ), але і право видавати розпорядження, відміняючи попередній закон. Для населення Імперії, як військових так і громадських адміністраторів, розпорядження Веспасіана є обов’язковим. Веспасіан також щороку вибирався консулом. У 73р. приймає звання Цензора. Біля тисячі знатних провінційних рабовласників, переважно з Іспанії та Галії, були переселені в Рим і поповнили нові ряди римської знаті. Укріпивши таким чином соціальну базу Імперії, Веспасіан піднімає податки. До Риму включає нові території: Родос, Лікію, Візантій, Самос. При ньому розпочинається будівництво амфітеатру Флавіїв (Колізею). До кінця свого принципату 79 р. н.е. Веспасіану вдалося відновити фінанси Імперії, укріпити дисципліну армії, зберегти хороші відносини з Парфією – недавнім ворогом. Помирає Веспасіан у 79 році.
Наступником є його син Тіт Флавій Веспасіан, який був проголошений імператором у 79 р. і правив до 81 року. Тіт продовжує політику Веспасіана по відношення до провінційного населення. В 80 р. вперше римським консулом стає уродженець Африки. З сенатом Тіт підтримував згоду. При ньому завершено будівництво Колізея.
Вже після смерті Тіта влада переходить до другого сина Доміціана (81–96 р. н. е.), якого проголосили Імператором преторіанці. На противагу батьку і брату, Доміціан опирався на воїнів, часто вступав у конфлікт зі сенатом. Відновив практику масових роздач дарунків преторіанцям і бідній частині римського населення. Влаштовував розкішні вистави у цирках. Це відбивалось на казні, яку Доміціан відновив завдяки системі конфіскацій серед багатих сенаторів. Хотів укріпити економічне положення завдяки великим посівам зерна та зменшенню виноградництва. Здобутками римлян у війні є південно – західна частина Германії і війни в далекій Британії, де римляни здобули перемоги. Невдалими були війни на сході та війни проти дакійців яких очолював вождь Децебал. 89 р. новий імператор який був висунутий у Германії, викликло нове протистояння проти Доміціана, яке він подолав. Але повстання продовжувалися і в одному із них у 96 р. відбулася нова змова, у якій імператора було вбито. Так завершується династія Флавіїв.

## Флавії у пізніші часи
В часи Костянтина Великого, який також носив ім'я Флавія — лат. Flavius Valerius Aurelius Constantinus, це ім'я встановлюється, як складова частина титулу володаря. Через це часто Династія Костянтина називається другою династією Флавіїв. Перш за все так її позначають у англомовних країнах. У 4-6 ст. ім'я Флавія носять майже всі римські імператори, а також часто і високі посадовці імперії. Таким чином позначення "Флавій" у часи пізньої античності перетворилось на титул і показувало близькість до імператора.